# National Polo Center

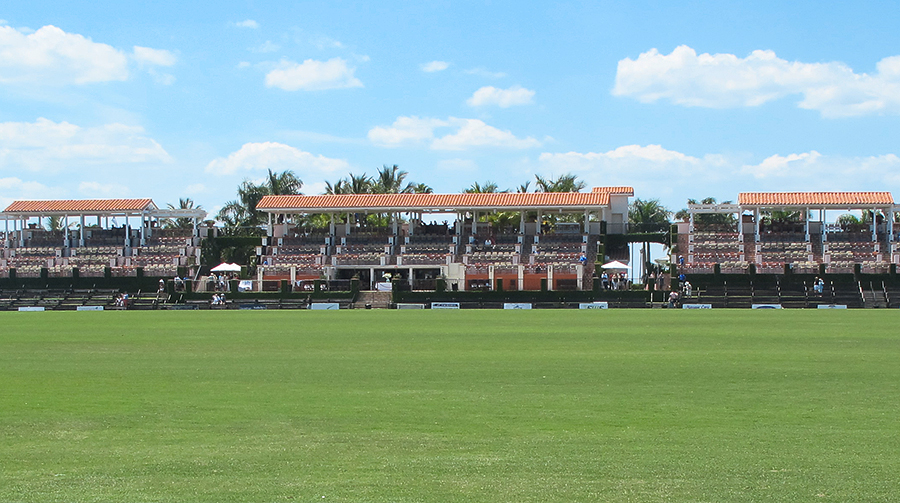
Hauptstadion des National Polo Center

Das National Polo Center (NPC), USPA National Polo Center – Wellington, vor 2022 Palm Beach International Polo Club (IPC), in Wellington (Florida) ist einer der größten Poloklubs der Welt.

## Geschichte
Ursprünglich gab es in Wellington eher bescheidene landwirtschaftliche Nutzflächen. Der Polosport hat maßgeblich zur Entwicklung der Stadt beigetragen.
1978 wurden die ersten Polofelder angelegt. In den späten 1990er Jahren wurden die privaten Polofelder zusammengelegt, um größere Wettbewerbe veranstalten zu können. Der International Polo Club Palm Beach (IPC) wurde Ende 2003 gegründet. Die zwei vorhandenen Polofelder wurden um drei weitere Spielfelder ergänzt.
2004 wurde das Hauptstadion errichtet. Die ersten Saison begann mit einem 18-Goal Turnier. Das ist ein Polo-Turnier bei dem das Handicap der teilnehmenden Teams 18 nicht überschreiten darf. Es folgten zwei 22-Goal Turniere, ein 26-Goal Turnier und die U.S. Open Polo Championship. Achtzehn Jahre lang veranstaltete der Club unter dem Namen International Polo Club Palm Beach Polo-Turniere.
Das Hauptstadion war von 2006 bis 2008 Veranstaltungsort für die Spiele des Fussballteams Palm Beach Pumas, das in der USL League Two spielt. Der IPC war ein Hauptsponsor der Pumas.
Im Juni 2022 wurde die Anlage von der United States Polo Association (USPA) erworben und zu USPA National Polo Center – Wellington umbenannt. Besser bekannt ist die Anlage unter dem Namen National Polo Center (NPC). Im Oktober und November 2022 war das National Polo Center Austragungsort der Poloweltmeisterschaft 2022.

## Anlage
Zu der Anlage gehören mehrere Naturgrasfelder, zwei davon sind Teil des Polostadions. Des Weiteren gehören Tennisplätze und ein Schwimmbad zur Anlage.
Das Hauptstadion hat 5000 Sitzplätze und wird für die Final-Spiele der im Klub veranstalteten Turniere genutzt.
Das National Polo Center befindet sich in einem rund 3200 Hektar großen Pferdesportareal, das zu einer Bauzone gehört, die für den Pferdesport reserviert ist. In der Nähe befindet sich beispielsweise Wellington International, ein großer Veranstaltungsort für Spring- und Dressurturniere.

## Turniere
Folgende Turniere werden im NPC ausgetragen: Joe Barry Memorial Cup, Ylvisaker Cup, C.V. Whitney Cup,  USPA-Piaget Gold Cup und die US Open Polo Championship.
2009 war der Palm Beach International Polo Club Austragungsort für den Westchester Cup.
Das Turnier fand am 21. Februar 2009 im Palm Beach International Polo Club, Wellington, Florida statt und war die erste Ausgabe auf amerikanischem Boden seit 70 Jahren. Es sollte an den 100. Jahrestag des ersten Siegs des amerikanischen Teams von 1909 erinnern.
Das britische Team bestand aus Luke Tomlinson (Handicap 7), Mark Tomlinson (6), Henry Beim (7) und Eduardo Novillo Astrada (9). Die US-amerikanische Mannschaft bestand aus Adam Snow (8), Mike Azzaro (9), Nicolas Roldan (8) und Jeff Blake (6). England gewann knapp mit 10-9.
Zudem werden in der ersten Jahreshälfte zahlreiche Low Goal-Poloturniere für Amateure ausgetragen.

## National Museum of Polo and Hall of Fame

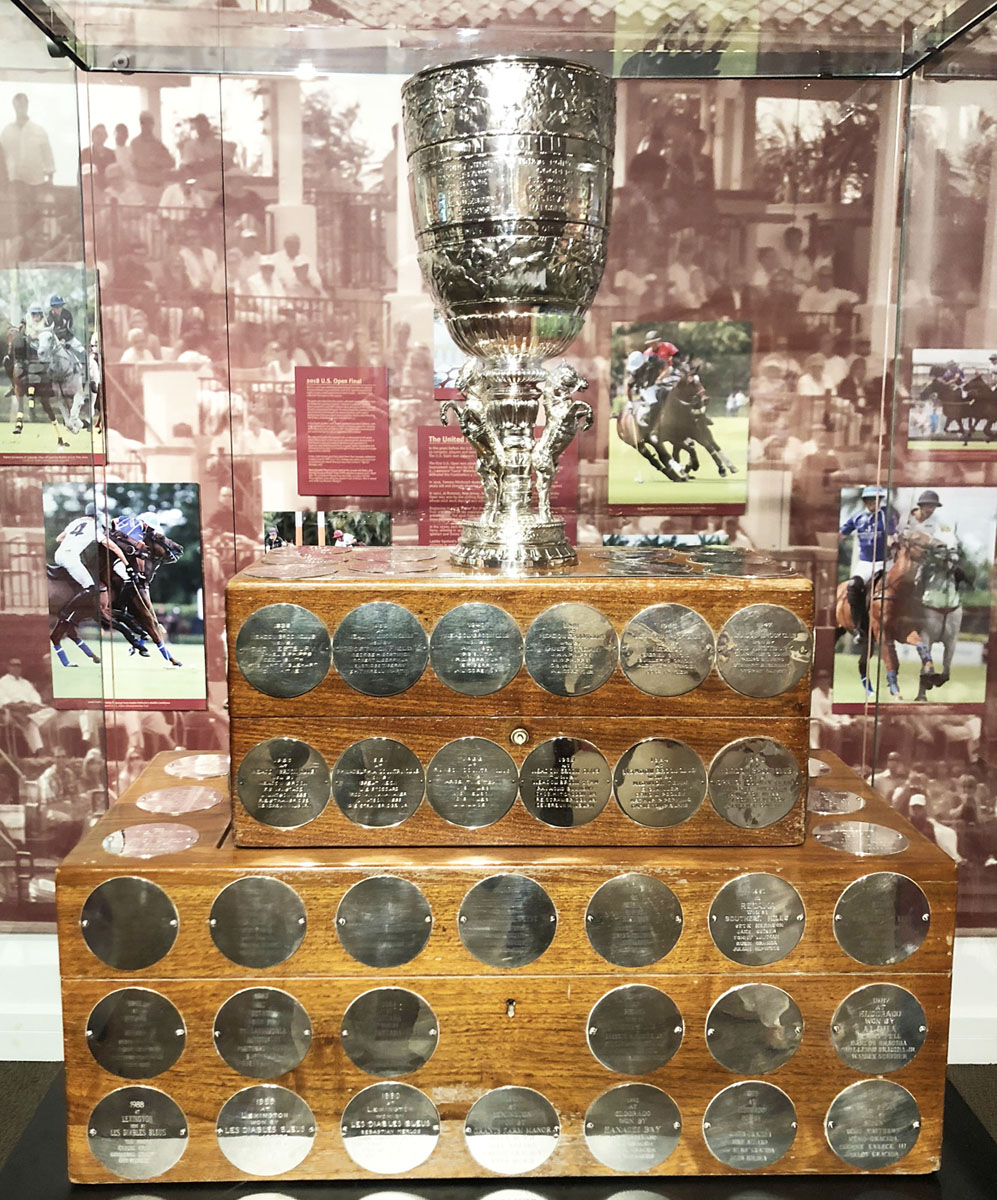
Pokal der US Open Polo Championship

Das  National Museum of Polo and Hall of Fame in Lake Worth Beach befindet sich in der Nähe vom National Polo Center.